# Pataro Buzzaccarini
Pataro Buzzaccarini (1300 – 1361) è stato un nobile, politico e militare italiano.
Membro della famiglia padovana dei Buzzaccarini, alla morte del padre nel 1351, come primogenito ne ereditò i titoli ed il comando della casata.

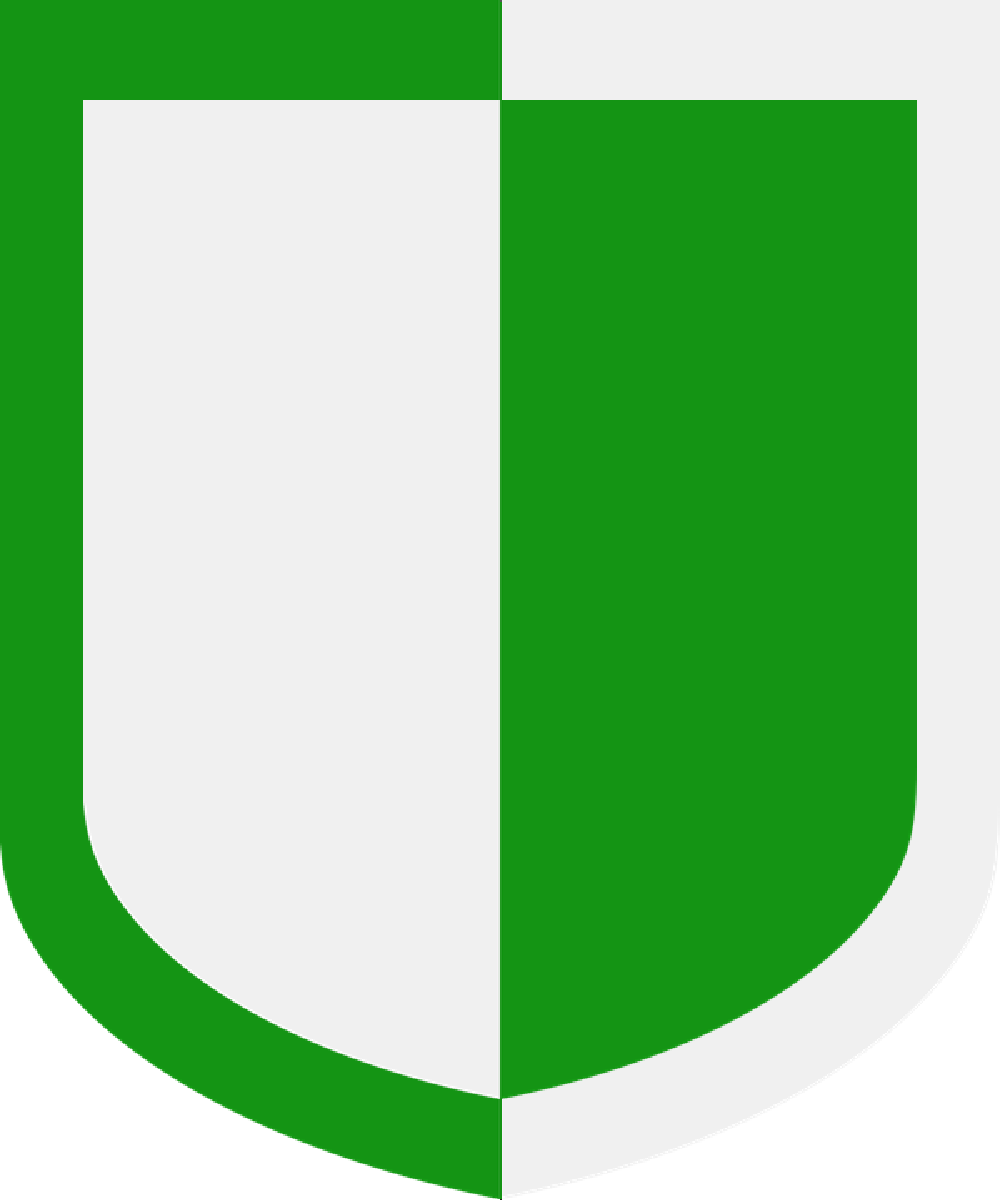
Stemma Buzzacarini

## Biografia
Nacque nel 1300 da Aleduse Buzzaccarini e da sua moglie, una figlia di un certo Giacomo (o Jacopo) Patari, modesto proprietario terriero di Padova, presso i mulini di Terranegra. 
Strettamente legato alla famiglia dei da Carrara, signori di Padova, nel 1350 venne nominato podestà di Bassano e nel 1354 fu fatto cavaliere da Francesco I da Carrara, signore di Padova e marito della figlia di Pataro, Fina. 
Nel 1356 il da Carrara strinse alleanza con Luigi I d'Ungheria e scese in guerra al suo fianco contro la Serenissima Repubblica per il controllo delle coste dalmate. In questo contesto Pataro venne nominato capitano ed inviato con una folta truppa in Valsugana, dove stavano giungendo i Visconti di Milano, alleati di Venezia. Qui vi si oppose con successo fino alla fine del conflitto. 

Morì nel 1361.

## Discendenza
Sposò Francesca da Gonzaga da cui ebbe:
- Arcoano: tra i più fidati consiglieri di Francesco il Vecchio e condottiero dotato di raro ingegno bellico.
- Fina: sposò Francesco I da Carrara facendo così ottenere alla propria famiglia una posizione di primo piano nella signoria Padovana.
- Anna Sofia: entrò in monastero e nel 1363 divenne badessa di San Benedetto ed edificò varie opere. Morì il 2 febbraio 1398, come risulta da un'iscrizione nella chiesa dello stesso monastero.
- Imperatrice: sposò il nobile padovano Alvise Forzaté.
- Orsola.